# Hassan & Roshaan
Hassan & Roshaan is een Pakistaans popmuziekduo, gevestigd in Lahore, Pakistan, dat hedendaagse subcontinentale muziek maakt en teruggrijpt op Pakistaanse popmuziek uit de jaren 90. Het duo bestaat uit Hassan Sheikh en Roshaan Sherwani. Ze staan bekend om hun nummer Doobne De (Reprise) dat werd gebruikt in een aflevering van de serie Ms. Marvel.
Tot de leden van dit duo behoren onder meer Hassan Sheikh (zang) en Roshaan Sherwani (muziek). Hun focus ligt op hedendaagse subcontinentale muziek. Het duo trad voor het eerst samen op tijdens Lahore Music Meet in 2020. Hun eerste nummer was Allah Hu, geschreven en gecomponeerd door Hassan.
Hassan & Roshaan brachten in 2020 hun debuutalbum "Chaar Dinon Ka Khwaab" uit, met 18 nummers. Dit album bevatte het nummer Doobne De. Vanaf september 2024 hebben ze twee albums uitgebracht, het tweede, "Day 5". ", werd uitgebracht in november 2023.
In 2022 bracht het duo Sukoon uit in samenwerking met Shae Gill. Met vijf miljoen streams leverde het hen een plek op in Spotify Top Local Artists van 2022. Het nummer werd ook de OST van een Pakistaanse tv-serie met dezelfde naam. Ze werkten ook samen met Quratulain Baloch (QB) voor hun nummer Bandhan in 2023.
Ze hebben ook opgetreden tijdens de HUM TV Bridal Couture Week. Daarnaast hebben Hassan & Roshaan gewerkt voor de regering van Pakistan.
Het Pakistaanse popmuziekduo wordt geleid door Nael Hafeez.

## Nominaties en erkenning
Het duo werd genomineerd voor een Lux Style Awards 2020 in de categorie beste opkomend talent. Hun nummer Sukoon werd genomineerd in de categorie van meest gestreamde nummers van het jaar tijdens de Lux Style Awards 2023.
Hassan & Roshaan waren te zien op BBC Asian Network in een gesprek met Kan D Man.

## Discografie
- 2020: Dil Wali Baat
- 2020: Agaya Hoon Main
- 2020: Doobne De (Reprise)
- 2020: Maula – Ali Mustafa Mix
- 2020: Doobne De
- 2020: Ishq Bina
- 2020: Ishq Bina
- 2020: Shor Machaye
- 2020: Raastey
- 2020: Lapata
- 2020: Allah Hu
- 2023: Dil Lagda Nahi
- 2023: Bandhan
- 2023: Tarana